# Luciën Sloof
Luciën Sloof (* 7. Juni 1990 in Waddinxveen) ist ein schwedisch-niederländischer Biathlet.
Luciën Sloof lebt in Torsby in Schweden und studiert an der Universität Umeå. Er startet für Bore Biathlon und wird wie seine Geschwister Joël und Chardine vom Vater Eddy Sloof trainiert. Mit dem Biathlonsport begann er im Juli 2002.
Sloof bestritt seine ersten internationalen Rennen 2007 im Rahmen des Europacups der Junioren, des späteren IBU-Cups. Erste internationale Meisterschaft wurden die Biathlon-Juniorenweltmeisterschaften 2008 in Ruhpolding, wo er 60. des Einzels und 83. des Sprints wurde. Wenig später startete er auch bei den Juniorenrennen der Biathlon-Europameisterschaften 2008 in Nové Město na Moravě, bei denen der Niederländer 68. des Einzels, 54. des Sprints und 47. der Verfolgung wurde. Auch 2009 trat er bei den Junioren-Weltmeisterschaften in Canmore und den Junioren-Wettbewerben der Biathlon-Europameisterschaften 2009 in Ufa an. In Canmore erreichte er die Plätze 47 im Einzel, 19 im Sprint und 21 in der Verfolgung, in Ufa wurde er 24. des Einzels, 35. des Sprints und 41. der Verfolgung. Es folgten die Biathlon-Juniorenweltmeisterschaften 2010 in Torsby, bei denen Sloof die Ränge 28 im Einzel, 57 im Sprint und 47 in der Verfolgung belegte. Daran schloss sich erneut ein Start bei den Juniorenrennen der Biathlon-Europameisterschaften 2010 in Otepää an. Sloof wurde hier 38. des Einzels und im Sprintrennen disqualifiziert. Zum vierten Mal nahm der Niederländer 2011 in Nové Město an den Junioren-Weltmeisterschaften teil. Im Einzel kam er auf den 45., im Sprint auf den 66. Platz. Erfolgreicher verliefen der Juniorenrennen der Biathlon-Europameisterschaften 2011 in Ridnaun, die wenig später ausgetragen wurden. In Einzel und Sprint belegte er 19. Plätze und wurde 31. des Verfolgungsrennens. Für das Staffelrennen wurde er in das Männerteam berufen.
Seit Beginn der Saison 2008/09 nimmt Sloof am IBU-Cup der Männer teil. Hier bestritt er sein erstes Rennen, einen Sprit, in Idre und belegte den 93. Platz. 2010 erreichte er bei einem Sprint in Martell als 40. erstmals die Punkteränge. Es ist zugleich sein bislang bestes Resultat in der zweithöchsten Rennserie des Biathlonsports. Im weiteren Verlauf der Saison debütierte der Niederländer in Ruhpolding bei einem Einzel-Rennen auch im Biathlon-Weltcup, beendete das Rennen aber nicht. Im folgenden Sprint wurde er 96. des Sprintrennens. Seinen ersten Einsatz bei einer internationalen Meisterschaft hatte Sloof bei den Männern im Rahmen der Europameisterschaften 2011. Mit seinem Bruder Joël, Herbert Cool und Maximilian Götzinger wurde er in der niederländischen Staffel distanziert und erreichte am Ende den 16. Platz.

## Biathlon-Weltcup-Platzierungen
Die Tabelle zeigt alle Platzierungen (je nach Austragungsjahr einschließlich Olympische Spiele und Weltmeisterschaften).
- 1.–3. Platz: Anzahl der Podiumsplatzierungen
- Top 10: Anzahl der Platzierungen unter den ersten zehn (einschließlich Podium)
- Punkteränge: Anzahl der Platzierungen innerhalb der Punkteränge (einschließlich Podium und Top 10)
- Starts: Anzahl gelaufener Rennen in der jeweiligen Disziplin

| Platzierung             | Einzel | Sprint | Verfolgung | Massenstart | Staffel | Gesamt |
| ----------------------- | ------ | ------ | ---------- | ----------- | ------- | ------ |
| 1. Platz                |        |        |            |             |         |        |
| 2. Platz                |        |        |            |             |         |        |
| 3. Platz                |        |        |            |             |         |        |
| Top 10                  |        |        |            |             |         |        |
| Punkteränge             |        |        |            |             |         |        |
| Starts                  | 7      | 23     | 2          |             |         | 32     |
| Stand: 28. Februar 2015 |        |        |            |             |         |        |